# ブラケット海峡
座標: 南緯8度7分0秒 東経157度0分0秒 / 南緯8.11667度 東経157.00000度

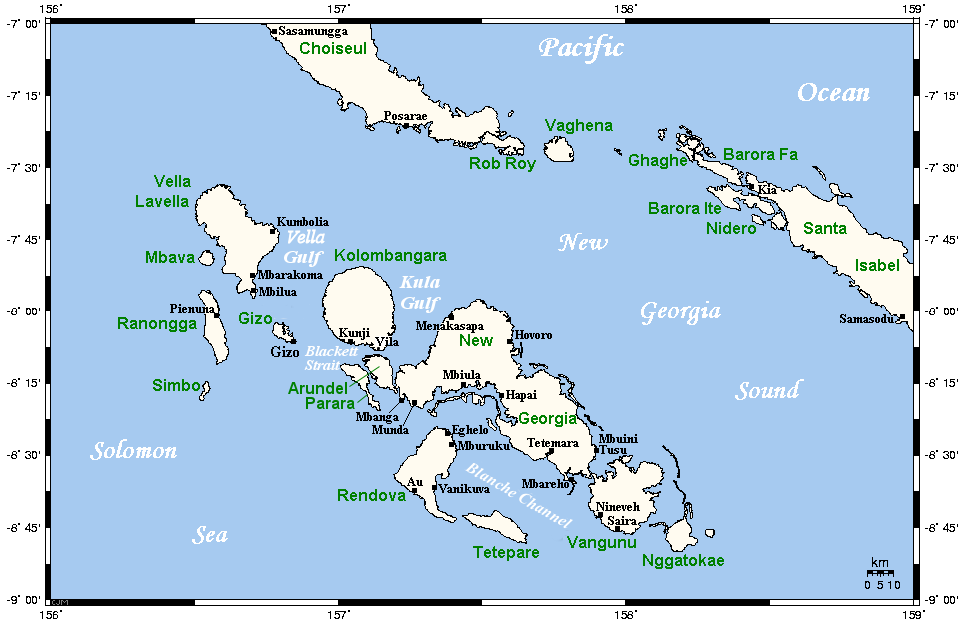
ブラケット海峡は、大きめの円形状のコロンバンガラ島を南側のアランデル島や西側のギゾ島から切り離している。

ブラケット海峡（ブラケットかいきょう）、ないし、ブラケット水道（ブラケットすいどう、Blackett Strait）は、ソロモン諸島西部州に位置する海峡。北側にコロンバンガラ島、南側にアランデル島（コヒンゴ島 Kohinggo）がある。この海峡を経由して、西側のベラ湾と東側のクラ湾が接続されている。

## ブラケット海峡の戦い
第二次世界大戦中のソロモン諸島の戦いの際には、1943年3月5日夜から6日にかけて、ブラケット海峡の戦い（ビラ・スタンモーア夜戦）が大日本帝国海軍とアメリカ海軍の間で戦われた。

## PT-109

衝突に至った経路。東がコロンバンガラ島、西がギゾ島。

ブラケット海峡で生じた別の戦闘では、8月2日、当時中尉だったジョン・F・ケネディが艦長だったPT109を含む15隻のPTボート（哨戒魚雷艇）のグループが、鼠輸送（「東京急行」）の輸送船団を襲撃しようとした。『ナショナルジオグラフィック』誌の表現を借りれば「粗雑な計画と連携のまずい (poorly planned and badly coordinated)」攻撃のため、60本の魚雷を装備した15隻の船が参加した。ところが4つの部隊 (section) 合わせて30発発射された魚雷は1本も命中しなかった。
この戦闘では、レーダーを装備していたのは、各部隊長の乗った4席だけで、彼らはレーダーによって魚雷を放ったら、直ちに基地へ帰還するよう命じられていた。レーダーを装備した艦艇が先に戻ってしまい、残りの艦艇は事実上周囲を見ることもできず、口頭での命令も伝達されていなかったので、混乱状態に陥った。
部隊長の艦艇が先に帰投した直後から、PT-109 は、暗く、月の出ていない夜に、補給任務から戻る途中だった日本側の駆逐艦天霧と衝突した。水上機から発見されないよう、PTボートのエンジンは停止していた。駆逐艦側の艦長が、PTボートに気づいていたか、意図的に進路を変えたかについては、色々矛盾する議論がある。駆逐艦の乗員たちは衝突は単純な事故ではなかったと考えているが、別の説では天霧の艦長は衝突が起こるまで、何も気づいていなかったとされている。PT-109 の艦長は、将来のアメリカ合衆国大統領ジョン・F・ケネディであった。彼の艇の乗組員たちはアメリカ海軍によって行方不明とされたが、後に、丸木船で移動していたソロモン諸島民の斥候ビウク・ガサとエロニ・クマナに発見された。